# Zora Wolfová
Zora Wolfová, rozená Bartošová, (20. února 1928 Praha – 29. listopadu 2012 Praha) byla česká překladatelka z angličtiny a nakladatelská redaktorka.
Absolvovala středoškolská studia v Praze a na Československé koleji v Anglii. V nakladatelství Mladá fronta působila 35 let jako redaktorka v redakci zahraniční literatury, kde mimo jiné redigovala edici Kapka. Věnovala se překládání knih z angličtiny, některé její překlady vyšly i časopisecky. Přitom se zaměřovala především na anglickou a australskou literaturu a na literaturu detektivní (Arthur Conan Doyle) a pro mládež (Arthur Ransome).
Zora Wolfová přeložila do češtiny více než 60 knih. Mimo jiných přeložila knihy Geralda Durrella, satiry profesora C. N. Parkinsona, povídky A. Conana Doylea o Sherlocku Holmesovi, detektivní romány Ellis Petersové a Margaret Yorkeové, knihy pozdější nositelky Nobelovy ceny za literaturu Doris Lessingové a autobiografickou prózu Už zase skáču přes kaluže australského spisovatele Alana Marshalla.
Své rané překlady drobných próz publikovala v časopise Světová literatura.
Na základě soutěže, kterou vypsalo Státní nakladatelství dětské knihy (SNDK, pozdější Albatros), byla pověřena přeložením celé série dětských knih Arthura Ransoma o Vlaštovkách a Amazonkách. Jako první v jejím překladu vyšla roku 1959 kniha Boj o ostrov, po níž následovalo dalších deset dílů. V letech 1998 až 2007 nakladatelství Toužimský & Moravec vydalo v jejích revidovaných překladech všech třináct knih série v jednotné úpravě s původními ilustracemi autora. V oblasti námořní a jachtařské terminologie při překladu spolupracovala s Františkem Novotným. V roce 2011 pak vyšla v Albatrosu Zamrzlá loď kapitána Flinta ve znovu revidovaném překladu s Burianovými ilustracemi.

## Překladatelská činnost

### Překlady knih z angličtiny
- Allfreyová, Phyllis Shand: Dům mezi orchidejemi. [The Orchid House.] Praha: Svoboda, 1986.
- Barnes, Julian: Arthur & George. [Arthur & George.] Praha: Odeon, 2007.
- Blainey, Geoffrey: Dějiny Austrálie. [A Shorter History of Australia.] Praha: Nakladatelství Lidové noviny, 1999.
- Bradbury, Ray: Smrt je vždycky osamělá. [Death Is a Lonely Business.] Praha: Práce, 1992.
- Clarková, Carol Higgins: Mrtvá na pláži : detektivní příběh Regan Reillyové. [Burned.] Praha: BB art, 2006, 2009.
- Clarková, Carol Higgins: Mrtvá na pláži; Případ pro dva; Krajka. [Burned. Hitched. Laced.] Praha: BB art, 2010. (+ Ivana Nuhlíčková) – soubor
- Darwin, Charles: Cesta kolem světa : Přírodovědcova cesta kolem světa na lodi Beagle. [Journal of Researches : The Voyage of the Beagle.] Praha: Mladá fronta, 1955, 1959. (+ Josef Wolf)
- Darwin, Charles: O původu člověka. [The Descent of Man.] Praha: Academia, 1970, 2006. (+ Josef Wolf)
- Doyle, Arthur Conan: Příběhy Sherlocka Holmese. [The Sign of Four. The Adventures of Sherlock Holmes.] Praha: Mladá fronta, 1971. (+ Jan Zábrana, Vladimír Henzl)
- Doyle, Arthur Conan: Dobrodružství Sherlocka Holmese. [The Adventures of Sherlock Holmes. The Memoirs of Sherlock Holmes.] Praha: Mladá fronta, 1982. (+ Jan Zábrana)
- Doyle, Arthur Conan: Sherlock Holmes a doktor Watson. Praha: Ivo Železný, 1992. (+ František Jungwirth, Eva Kondrysová) – výbor
- Doyle, Arthur Conan: Sherlock Holmes a ženy. Praha: Ivo Železný, 1992. (+ Eva Kondrysová) – výbor
- Doyle, Arthur Conan: Sherlock Holmes : To nejlepší. Praha: Imago, 1996. (+ František Jungwirth, Eva Kondrysová, Jan Zábrana) – výbor
- Doyle, Arthur Conan: Dobrodružství Sherlocka Holmese. [The Adventures of Sherlock Holmes.] Brno: Jota, 1997.
- Doyle, Arthur Conan: A Scandal in Bohemia and Other Cases of Sherlock Holmes = Skandál v Čechách a jiné případy Sherlocka Holmese. Praha: Garamond, 2007.
- Doyle, Arthur Conan: The Cases of Sherlock Holmes. The Adventure of the Speckled Band = Případy Sherlocka Holmese. Strakatý pás. Praha: Garamond, 2008.
- Doyle, Arthur Conan: The Cases of Sherlock Holmes. The Adventure of the Red-Headed League = Případy Sherlocka Holmese. Spolek ryšavců. Praha: Garamond, 2008.
- Doyle, Arthur Conan: The Cases of Sherlock Holmes. The Adventure of the Blue Carbuncle = Případy Sherlocka Holmese. Modrá karbunkule. Praha: Garamond, 2008.
- Doyle, Arthur Conan: Případy Sherlocka Holmese : Dobrodružství Sherlocka Holmese [The Adventures of Sherlock Holmes]; Návrat Sherlocka Holmese; Poslední poklona Sherlocka Holmese; Z archivu Sherlocka Holmese. Praha: Československý spisovatel, 2010. (+ František Jungwirth, Eva Kondrysová) – soubor
- Durrell, Gerald: Chytněte mi guerézu. [Catch Me a Colobus.] Praha: Mladá fronta, 1977; Praha: BB art, 2000, 2009.
- Durrell, Gerald: Opilý prales. [The Drunken Forest.] Praha: Práce, 1982; Praha: BB art, 1999, 2009.
- Durrell, Gerald: Ostrov v nebezpečí. [The Mockery Bird.] Praha: Svoboda, 1988; Praha: BB art, 2000.
- Durrell, Gerald: Ptáci, zvířata a moji příbuzní. [Birds, Beasts, and Relatives.] Praha: Mladá fronta, 1974, 1979; Plzeň: Beta-Dobrovský, 1994, 1998; Praha: BB art, 2001, 2008, 2009.
- Durrell, Gerald: Šeptající země. [The Whispering Land.] Praha: Svoboda 1977; Praha: BB art, 2000.
- Ephronová, Nora: Není recept na lásku. [Heartburn.] Praha: Aurora, 1998.
- Fast, Howard: Haym Salomon, syn svobody. [Haym Solomon : Son of Liberty.] Praha: Mladá fronta: Svoboda, 1952.
- Fast, Howard: Tony a zázračná dvířka. [Tony and the Wonderful Door.] Praha: Mladá fronta, 1957.
- Forsyth, Frederick: Žádné stopy. [No Comebacks.] Praha: Mladá fronta, 1988; Praha: Knižní klub, 2004, 2010.
- Frayn, Michael: Po hlavě. [Headlong.] Praha; Litomyšl: Paseka, 2009.
- Gilbert, Michael: Poslední kapka. [Flash Point.] Praha: Svoboda, 1982.
- Grimesová, Martha: 3× Richard Jury ze Scotland Yardu. [The Man With a Load of Mischief.] Praha: Odeon, 1992. (+ Zuzana Ceplová, Jana Koubová)
- Humphrey, William: Zpátky domů. [Home from the Hill.] Praha: Český spisovatel, 1996.
- Keating, H. R. F. (ed.): Vlny zločinu 1. [Crime Waves 1.] Praha: Vyšehrad, 1993. (+ Eva Kondrysová, Kateřina Brabcová)
- Klíma, Ivan: Rozhovor v Praze. (Rozhovor vedl Philip Roth.) Praha: Evropský kulturní klub, 1990.
- Lessingová, Doris: Mraveniště. [Five Short Tales. The Habit of Loving.] Praha: Mladá fronta, 1961. (+ Olga Fialová, Wanda Zámecká)
- Lessingová, Doris: Muž a dvě ženy. [A Man and Two Women.] Praha: Mladá fronta, 1970; Praha: Odeon, 2008.
- Levin, Ira: Stepfordské paničky. [The Stepford Wives.] Praha: Odeon, 1975, 1982, 1989; Praha, Ivo Železný 1999; Praha: Knižní klub, 2004, 2010.
- Lodge, David: Prázdniny v Heidelbergu. [Out of the Shelter.] Plzeň: Mustang, 1996.
- Marshall, Alan: Lidé pradávných časů. [People of the Dreamtime.] Praha: Odeon, 1966.
- Marshall, Alan: Už zase skáču přes kaluže. [I Can Jump Puddles.] Praha: Mladá fronta, 1962, 1963, 1972, 1976, 1986; Voznice: Leda/Praha: Rozmluvy, 2008.
- McBain, Ed: Dům, co postavil Jack. [The House that Jack Built.] Praha: Český spisovatel, 1993.
- McBain, Ed: Kočka v botách; Dům, co postavil Jack; Tři slepé myšky : Ed McBain omnibus : v hlavní roli Matthew Hope. [Puss in Boots. The House that Jack Built. Three Blind Mice.] Praha: BB art, 2012. (+ Miroslav Košťál)
- Mikes, George: Jak být cizincem. [How to Be an Alien. How to Be Inimitable.] Praha: Mladá fronta, 1970; Praha: Ivo Železný, 1994.
- Morrison, John: Přístav naděje. [Port of Call.] Praha: Svoboda, 1976.
- Pargeterová, Edith (=Petersová, Ellis): Megotina svatba. [The Marriage of Meggotta.] Praha: Mladá fronta, 2000.
- Parker, Robert B.: Nevěrné milenky. [Perish Twice.] Praha: BB art, 2002, 2004.
- Parkinson, C. Northcote: Nové zákony profesora Parkinsona. Praha: Mladá fronta, 1984. – výbor
- Parkinson, C. Northcote: Zákon paní Parkinsonové a jiné úvahy o domácnosti. [Mrs. Parkinson's Law and Other Studies in Domestic Science.] Praha: Svoboda, 1996.
- Parkinson, C. Northcote: Zákony profesora Parkinsona. [Parkinson's Law & Other Selected Writtings on Management.] Praha: Svoboda, 1967, 1995; Praha: Eminent, 2003.
- Petersová, Ellis: Jeden mrtvý navíc. [One Corpse Too Many.] Praha: Mladá fronta, 1993, 2005.
- Petersová, Ellis: Malomocný u svatého Jiljí. [The Leper of Saint Giles.] Praha: Český spisovatel, 1994; Praha: Mladá fronta, 2006.
- Petersová, Ellis: Osudové tajemství. [The Knocker on Death's Door.] Praha: Vyšehrad, 2001.
- Petersová, Ellis: Panna v ledu. [The Virgin in the Ice.] Praha: Mladá fronta, 1996, 2007.
- Petersová, Ellis: Smrt starožitníka. [Rainbow's End.] Praha: Vyšehrad, 2002.
- Petersová, Ellis: Záhada staré hrobky. [A Nice Derangement of Epitaphs.] Praha: Vyšehrad, 2001.
- Peyton, Richard (ed.): Vražedné šance : detektivní a dobrodružné příběhy z dostihového prostředí. [Deadly Odds.] Praha: Olympia, 1990. (+ Jaroslava Moserová-Davidová, Jan Zábrana)
- Povídky o čínské mládeži. [True Stories of Chinese Youth.] Praha: Mladá fronta, 1950. (jako Zorka Bartošová)
- Prichardová, Katharine Susannah: Cirkus Haxby. [Haxby's Circus.] Praha: Odeon, 1969.
- Ransome, Arthur: Boj o ostrov. [Swallows and Amazons.] Praha: Státní nakladatelství dětské knihy, 1959; Praha: Albatros, 1971, 1982, 1998; Praha: Toužimský & Moravec, 2004, 2011.
- Ransome, Arthur: Holubí pošta. [Pigeon Post.] Praha: Státní nakladatelství dětské knihy, 1964; Praha: Albatros, 1977; Praha: Toužimský & Moravec, 1998, 2013.
- Ransome, Arthur: Klub Lysek. [Coot Club.] Praha: Státní nakladatelství dětské knihy, 1963; Praha: Albatros, 1992; Praha: Toužimský & Moravec, 1999.
- Ransome, Arthur: Lysky na severu a jiné příběhy. [Coots in the North and Other Stories.] Praha: Toužimský & Moravec, 2005.
- Ransome, Arthur: Nechtěli jsme na moře. [We Didn't Mean to Go to Sea.] Praha: Albatros, 1976, 1999; Praha: Toužimský & Moravec, 2004.
- Ransome, Arthur: Petr Kachna. [Peter Duck.] Praha: Státní nakladatelství dětské knihy, 1961; Praha: Toužimský & Moravec, 1998, 2001.
- Ransome, Arthur: Piktové a mučedníci aneb Naprosto nevítaná návštěva. [The Picts and the Martyrs.] Praha: Albatros, 1987; Praha: Toužimský & Moravec, 2003.
- Ransome, Arthur: Slečna Lee. [Missee Lee.] Praha: Toužimský & Moravec, 2000.
- Ransome, Arthur: Trosečníci z Vlaštovky. [Swallowdale.] Praha: Státní nakladatelství dětské knihy, 1960; Praha: Albatros, 1972, 1988; Praha: Toužimský & Moravec, 2002.
- Ransome, Arthur: Velká severní? [Great Northern?] Praha: Albatros, 1974, 2001; Praha: Toužimský & Moravec, 2007.
- Ransome, Arthur: Velká šestka. [The Big Six.] Praha: Státní nakladatelství dětské knihy, 1967; Praha: Albatros, 2002; Praha: Toužimský & Moravec, 2006.
- Ransome, Arthur: Záhadné vody. [Secret Water.] Praha: Albatros, 1980, 2000; Praha: Toužimský & Moravec, 2005.
- Ransome, Arthur: Zamrzlá loď kapitána Flinta. [Winter Holiday.] Praha: Albatros, 1973, 1991; Praha: Toužimský & Moravec, 2001; Praha: Albatros, 2011.
- Snow, Charles Percy: Krycí barva. [A Coat of Varnish.] Praha: Odeon, 1986.
- Stewartová, Margaret: Pán v béžové limusině. [Voices of America.] Praha: Naše vojsko, 1957. (+ Zdeněk Lahoda, Jaromír Němec)
- Stout, Rex: Osudné šampaňské. [Champagne for One.] Plzeň: Mustang, 1997; Praha: BB art, 2001.
- Teyová, Josephine: Skandál v Milfordu. [The Franchise Affair.] Praha: Odeon, 1979.
- Thomson, George: O staré řecké společnosti. Egejská oblast v pravěku. [Studies in Ancient Greek Society. The Prehistoric Aegean.] Praha: Rovnost, 1952. (jako Zora Bartošová; + Olga Fialová, Soňa Nová)
- Thomson, George: O staré řecké společnost. První filosofové. [Studies in Ancient Greek Society. The First Philosophers.] Praha: Státní nakladatelství politické literatury, 1958. (+ Soňa Nová)
- West, Morris: Léto Ryšavého vlka. [Summer of the Red Wolf.] Praha: Odeon, 1978.
- Wodehouse, Pelham Grenville: Hry ve třech. [The Golf Omnibus.] Praha: Paralela 50, 1995; Brno: Jota, 2000.
- Yorkeová, Margaret: Časně zrána. [Early in the Morning.] Praha: Odeon, 1998.
- Yorkeová, Margaret: Kdo za to může. [A Case to Answer.] Praha: Motto, 2005.
- Yorkeová, Margaret: Pod falešnou záminkou. [False Pretenses.] Praha: Motto, 2004.
- Yorkeová, Margaret: Probuzení do krutého dne. [Safely to the Grave.] Praha: Vyšehrad, 1992.
- Yorkeová, Margaret: Zcela soukromá vražda. [Intimate Kill.] In: 3× ve vážném podezření. Praha: Odeon, 1992.
- Yorkeová, Margaret: Vražda na Akropoli. [Grave Matters.] Praha: Vyšehrad, 2003.

### Překlady vyšlé v časopisech
- Pargeterová, Edith: Soudruh nepřítel. Světová literatura, roč. 1, č. 3 (1956), s. 81.
- Lawson, Henry: Kamarád našeho táty; Dva psi u plotu; Mitchell o manželství. Světová literatura, roč. 3, č. 3 (1958), s. 36. (+ Wanda Beranová)
- Marshall, Alan: Pověz ještě o tom krocanovi; Jo; Sluneční píseň; Pes a klokan. Světová literatura, roč. 3, č. 3 (1958), s. 87.
- Palmer, Vance: Žena starého Mathiesona. Světová literatura, roč. 3, č. 3 (1958), s. 310.
- Lessingová, Doris: Nevěsta na dobytek. Světová literatura, roč. 3, č. 5 (1958), s. 80.
- Blassingame, Wyatt: Odvaha. Světová literatura, roč. 7, č. 1 (1962), s. 68.
- Palmer, Vance: Dnešní australská literatura. Světová literatura, roč. 7, č. 5 (1962), s. 232.
- White, Patrick: Uschlé růže. [Dead Roses.] Světová literatura, roč. 11, č. 5 (1966), s. 70. (Povídka z knihy The Burnt Ones.)
- Porter, Hal: Francis Silver; Princezna Jasmína. Světová literatura, roč. 12, č. 6 (1967), s. 174.
- Příběhy doby snění. Světová literatura, roč. 38, č. 3 (1993), s. 51–61. ISSN 0039-7075. (+ Stanislav Novotný)